# Vanilla Beans
Vanilla Beans (バニラビーンズ ; trad: Baccelli di vaniglia) è un duo musicale femminile giapponese di idol formato nel 2007. Il gruppo ha la stessa formazione dal marzo 2008, quando Rika (Maia Kobayashi) lascia il gruppo e Idoling!!! dopo il loro primo singolo, per continuare gli studi. Il concetto di gruppo è complesso: il gruppo "viene dal Nord Europa" (comprendente Danimarca) e stili musicali che variano come fa disegnare un po' di musica pop svedese e danese.
Il gruppo ha partecipato al Toulouse Game Show in Francia nel dicembre 2012.

## Partecipanti attuali
- Rena (2007 - in attività)
- Lisa (o Risa) (2008 - in attività)

### Partecipante originale
- Rika (2007 - 2008)

## Discografia

### Album in studio
| # | Data di uscita   | Titolo           | In giapponese   | Oricon | Etichetta                                              |
| - | ---------------- | ---------------- | --------------- | ------ | ------------------------------------------------------ |
| 1 | 25 febbraio 2009 | Vanilla Beans    | バニラビーンズ  | -      | Flower Label (sublabel di Tokuma Japan Communications) |
| 2 | 20 luglio 2011   | Vanilla Beans II | バニラビーンズⅡ | 110    | T-Palette Records                                      |
| 3 | 7 novembre 2012  | Vanill Beans III | バニラビーンズⅢ | 46     | T-Palette Records                                      |
| 4 | 3 febbraio 2015  | Vanill Beans IV  | バニラビーンズⅣ | 50     | T-Palette Records                                      |
| 5 | 3 febbraio 2016  | Vanill Beans V   | バニラビーンズV | 43     | Avex Trax                                              |

### EP
| # | Data di uscita | Titolo    | Charts              | Etichetta                                              |
| # | Data di uscita | Titolo    | Oricon Weekly Chart | Etichetta                                              |
| - | -------------- | --------- | ------------------- | ------------------------------------------------------ |
| 1 | 19 maggio 2010 | Def & Def | 79                  | Flower Label (sublabel di Tokuma Japan Communications) |

### Raccolte
| # | Data di uscita    | Titolo   | Charts              | Etichetta                                              |
| # | Data di uscita    | Titolo   | Oricon Weekly Chart | Etichetta                                              |
| - | ----------------- | -------- | ------------------- | ------------------------------------------------------ |
| 1 | 22 settembre 2010 | VaniBest | 160                 | Flower Label (sublabel di Tokuma Japan Communications) |

### Singoli
Singoli fisici
| #  | Data di uscita   | Titolo                                              | In giapponese                                  | Oricon | Video                         |
| -- | ---------------- | --------------------------------------------------- | ---------------------------------------------- | ------ | ----------------------------- |
| 1  | 3 ottobre 2007   | U ♡ Me                                              | U♡Me                                           | 189    | Guardare - nicola & U love Me |
| 2  | 21 maggio 2008   | nicola                                              | ニコラ                                         | 198    | Guardare                      |
| 3  | 28 gennaio 2009  | Sakasaka Circus                                     | サカサカサーカス                               | ???    | Guardare                      |
| 4  | 9 settembre 2009 | Love & Hate                                         | LOVE & HATE                                    | 79     | Guardare                      |
| 5  | 18 gennaio 2012  | Toki no Kakera                                      | トキノカケラ                                   | 34     | -                             |
| 6  | 11 aprile 2012   | Choco Mint Flavor Time                              | チョコミントフレーバータイム                   | 26     | Guardare                      |
| 7  | 4 luglio 2012    | Non-Section                                         | ノンセクション                                 | 31     | Guardare                      |
| 8  | 8 maggio 2013    | Muscat Slope Love                                   | マスカット・スロープ・ラブ                     | 32     | Guardare                      |
| 9  | 16 ottobre 2013  | Please Me, Darlin'                                  | プリーズミー・ダーリン                         | 37     | Guardare                      |
| 10 | 23 aprile 2014   | Watashi... Fukō Guse                                | ワタシ・・・不幸グセ                           | 55     | Guardare                      |
| 11 | 18 giugno 2014   | Kitto Ii Basho (Fuchi) / Zettai Panty Line          | きっといい場所（フ チ） / 絶対パンティーライン | 23     | Guardare                      |
| 12 | 11 novembre 2014 | Uchōten Girl                                        | 有頂天ガール                                   | 40     | Guardare                      |
| 13 | 18 novembre 2015 | Onna wa Sore wo Gaman Shinai / Bi-nius / lonesome X | 女はそれを我慢しない / ビーニアス / lonesome X | 25     | Guardare                      |

Altri singoli
| # | Data di uscita | Titolo              | In giapponese | Oricon | Osservazioni                                                      |
| - | -------------- | ------------------- | ------------- | ------ | ----------------------------------------------------------------- |
| 1 | 29 giugno 2011 | Tengoku e no Kaidan | 天国への階段  | 82     | Ripresa di un titolo dil gruppo Led Zeppelin, Stairway to Heaven. |

Singoli digitali
1. 27/08/2008 : Afternoon a Go-Go
2. 24/09/2008 : Afternoon a Go-Go ~We Love You MIX~
3. 29/10/2008 : Shopping☆Kirari
4. 25/11/2008 : Shopping☆Kirari ~Okite Porsche + Dr.USUI Waterfront Mix~
5. 24/12/2008 : Ashita wa Ashita no Natsu ga Kuru (あしたはあしたの夏がくる)
6. 28/01/2009 : Ashita wa Ashita no Natsu ga Kuru ~Dr.USUI Death Techno Mix~
7. 9/04/2009 : Koi no Theory (恋のセオリー)